# Десублимация

Фазовые переходы первого рода на фазовой диаграмме

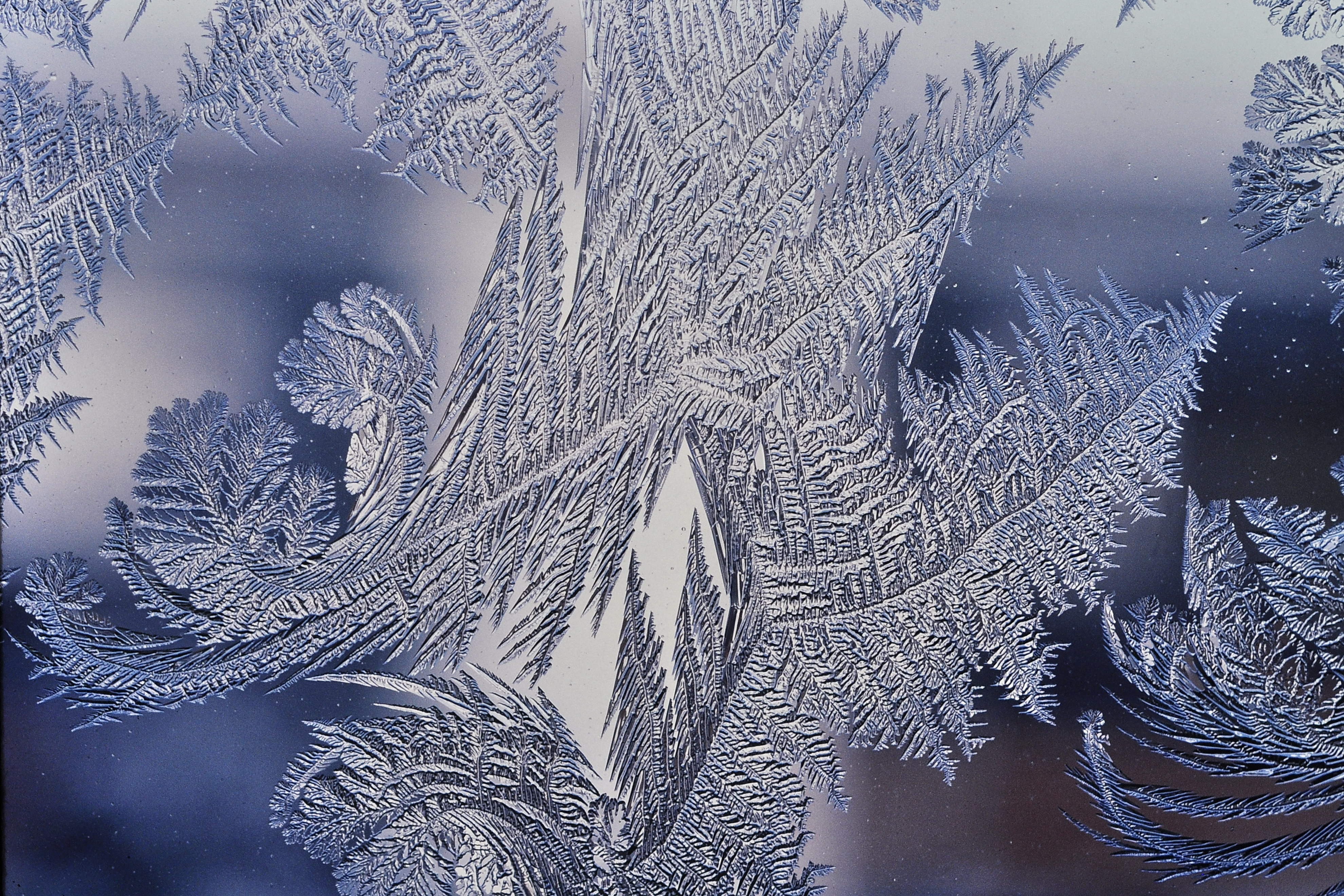

Десублима́ция (Депози́ция) — физический процесс перехода вещества из газообразного состояния в твёрдое, минуя жидкое. При десублимации высвобождается энергия. Десублимация является экзотермическим фазовым переходом. Обратным процессом является возгонка (сублимация). Десублимация осуществляется на твёрдые поверхности или происходит в объёме газовой фазы с выделением твердого вещества в виде частиц аэрозоля.
При десублимации (процесс самоорганизации) возникают ван-дер-ваальсовы связи между отдельными молекулами вещества с выделением энергии, которую отводят от десублимата непосредственным контактом его с охлаждаемой твёрдой поверхностью, взаимодействуя с вводимым дополнительно хладагентом, испарением жидкости, добавляемой в газовую смесь, её расширением.
Примером десублимации является появление ледяных узоров на оконных стёклах в зимнее время и такие атмосферные явления, как иней и изморозь.

## Применение
Десублимационные процессы используются во всех технологических процессах: в химической, пищевой, металлургической, электронной и других отраслях промышленности. Эти процессы применяют для выделения веществ из парогазовых смесей на охлаждаемых поверхностях и в объеме, для получения новых твердых продуктов в результате химической реакции между исходными газообразными реагентами, для очистки веществ, для образования твердых покрытий, сублимационной сушки термочувствительных материалов.